# Cá ngừ vây xanh Đại Tây Dương
Cá ngừ vây xanh Đại Tây Dương (danh pháp khoa học: Thunnus thynnus) là một loài cá ngừ trong họ Scombridae. Loài này là loài bản địa cả phía tây và đông Đại Tây Dương cũng như Địa Trung Hải. Nó đã tuyệt chủng ở Biển Đen. Cá ngừ vây xanh Đại Tây Dương có mối quan hệ gần với hai loài cá ngừ vây xanh khác cá ngừ vây xanh Thái Bình Dương và cá ngừ vây xanh phương Nam.
Loài cá này có thể đạt trọng lượng hơn 450 kilôgam (990 lb). Đây là một loài cá thương mại quan trọng.

## Hình ảnh

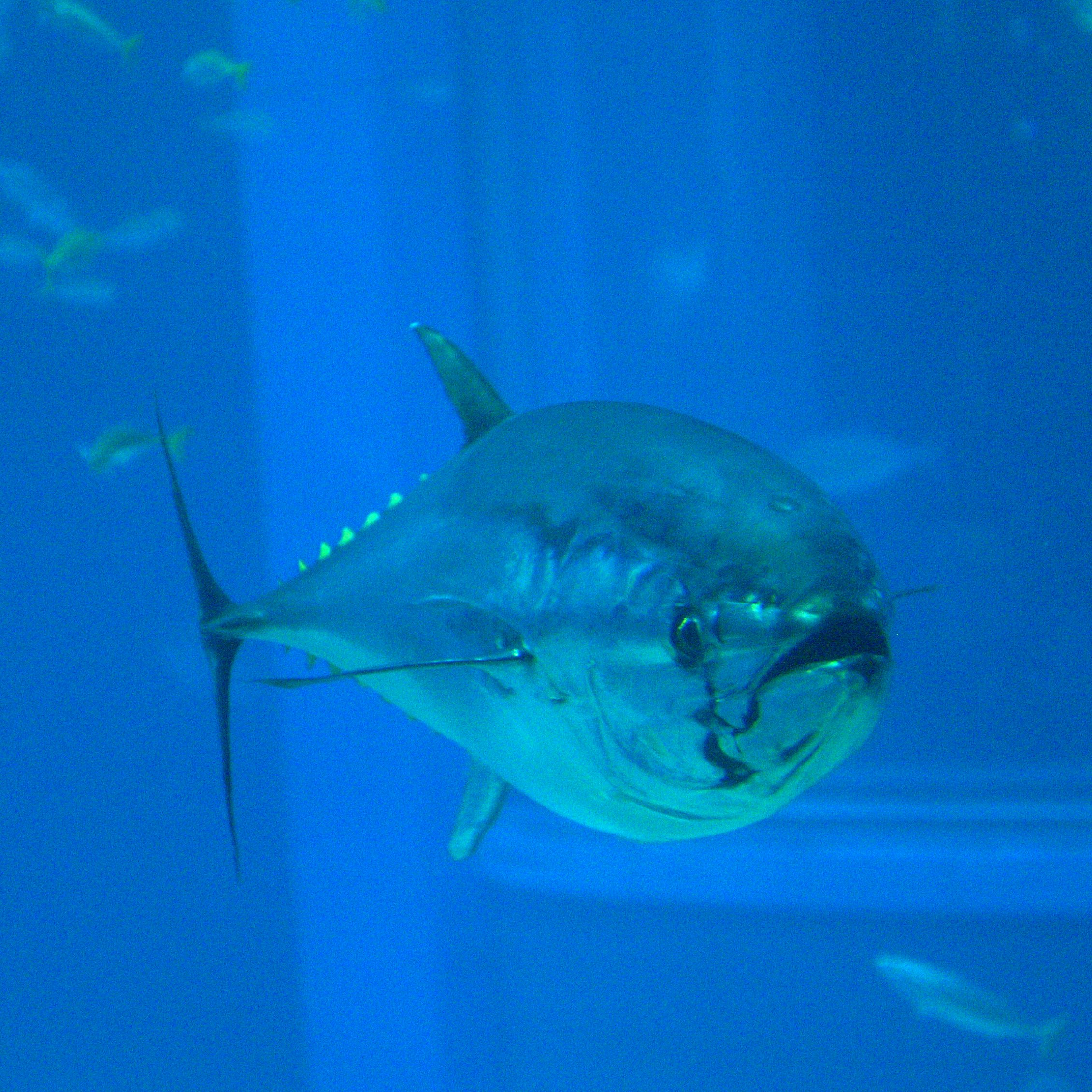
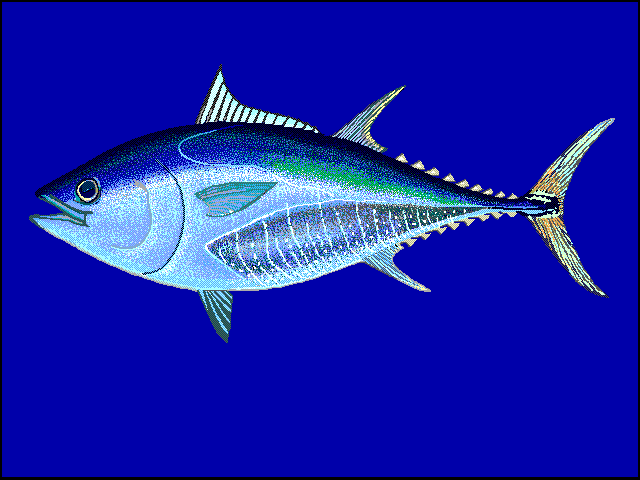
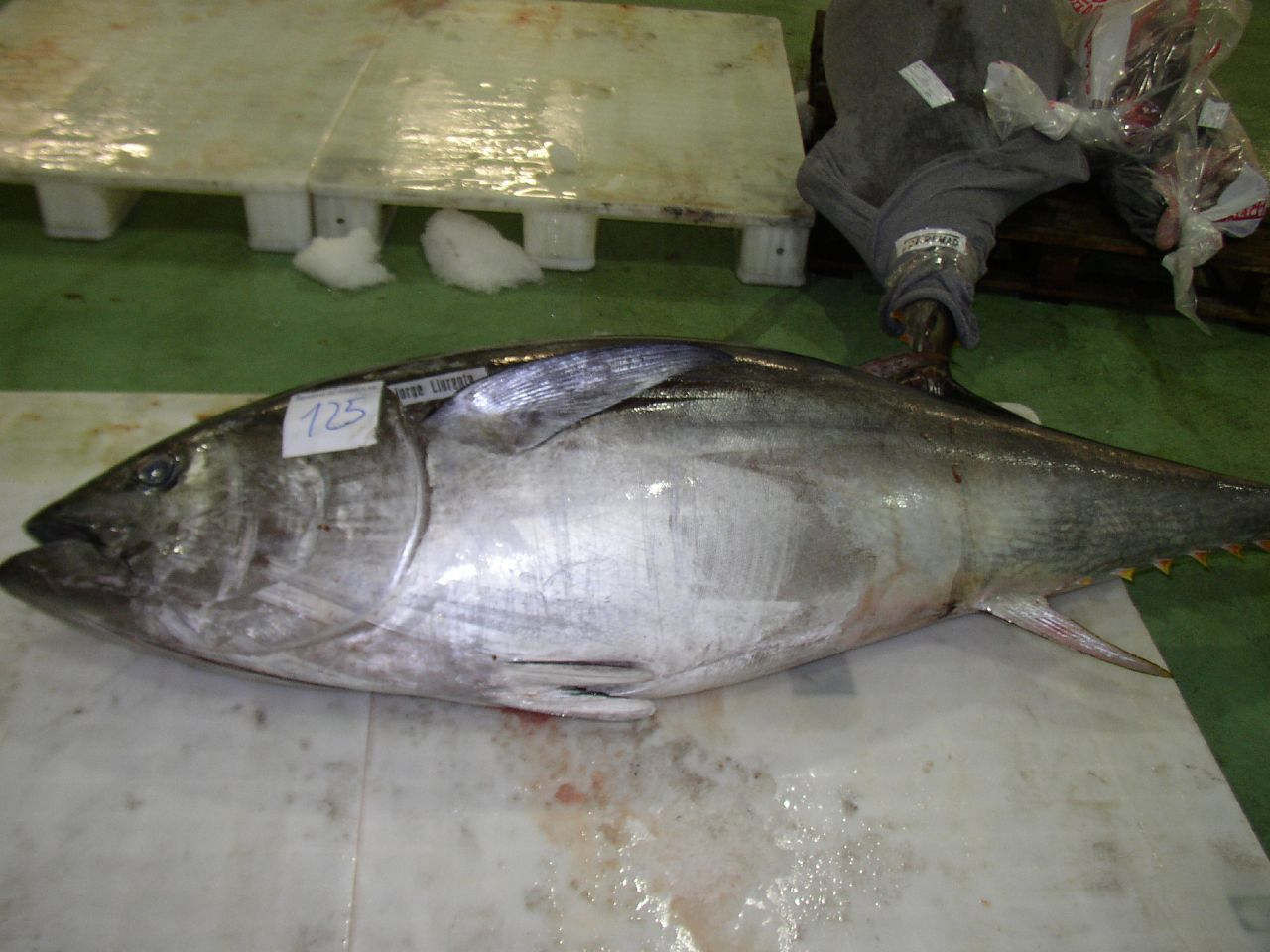